# Haus Barthels

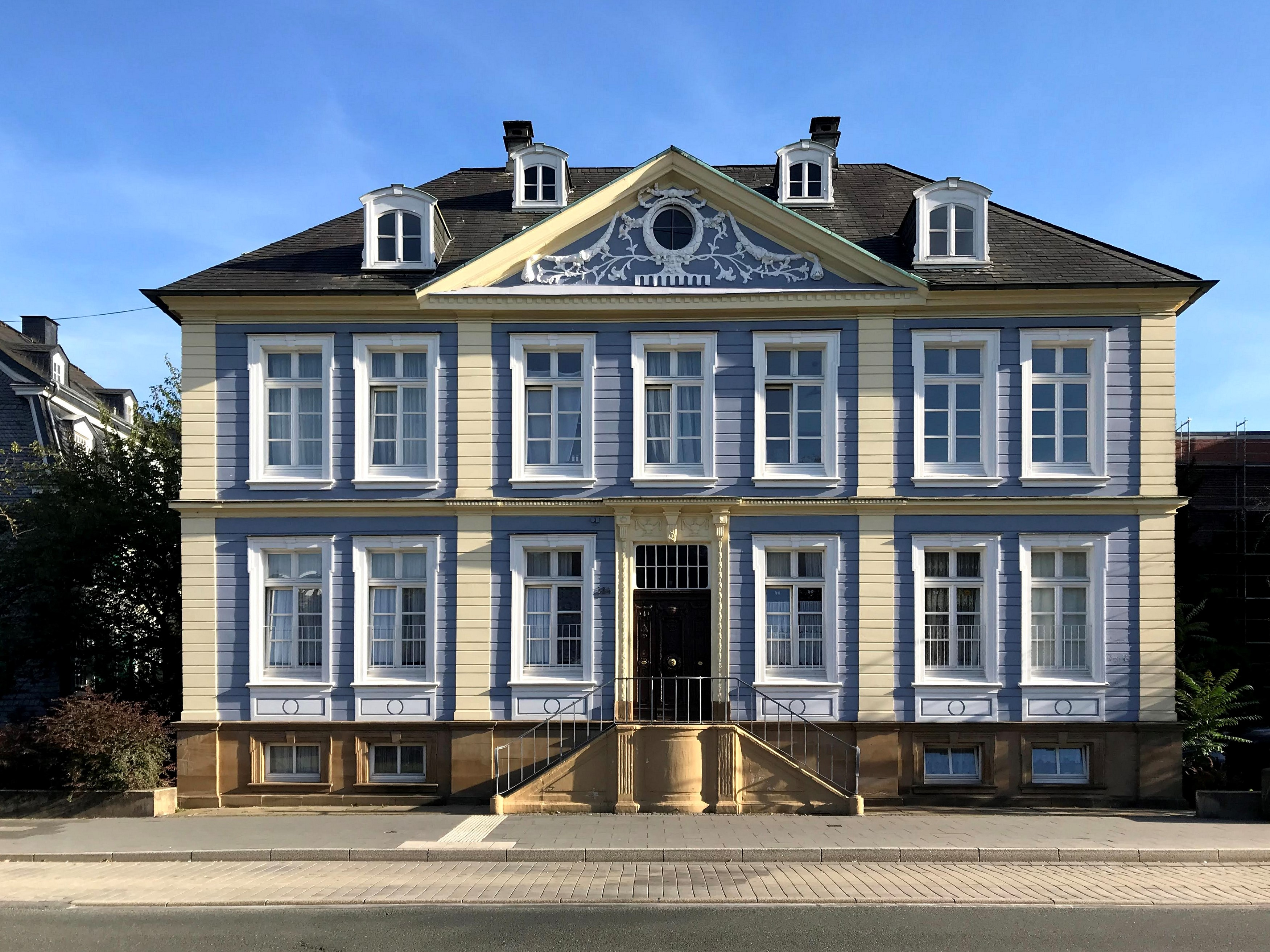
Haus Barthels

Das Haus Barthels (auch bekannt als Barthels-Haus) ist eine unter Denkmalschutz stehende Villa im Wuppertaler Stadtteil Barmen und an der Friedrich-Engels-Allee. Das Objekt mit der Anschrift Friedrich-Engels-Allee 384 ist eine ehemalige Kaufmannsvilla im Empire-Stil. Das zweigeschossige Haus wurde 1790 an der Berliner Straße 100 gebaut und seit ungefähr 1820 vom Unternehmer Philipp Barthels bewohnt.
Als die Bundesstraße 7 im Bereich Berliner Straße 1964 ausgebaut wurde, musste das Haus dem Straßenausbau weichen. Die Holzfassaden wurden sorgsam geborgen und in einem an dem neuen Standort errichteten Gebäude wiederverwendet. Nach dieser erfolgreichen Translozierung, die auch eines der ersten Denkmalschutzprojekte in Wuppertal darstellt, ist das äußere Erscheinungsbild der Villa wiederhergestellt. Das Treppenhaus wurde aber nicht verwendet.
Die Fassade zur Straße hin ist symmetrisch, siebenachsig aufgebaut. Der dreiachsige Mittelrisalit ist mit einem Empire-Giebel, Pfeilergliederung, Fugenschnitt und einer zweiläufigen Außentreppe versehen. Die rückwärtige Hausfront ist ähnlich aufgebaut. Das geschieferte Walmdach hat verzierte Segmentbogengauben in zwei Ebenen.
Am 20. April 1989 ist das Gebäudeäußere und der Außentreppen unter Baudenkmalschutz gestellt worden und bildet mit den Engels-Häusern das Gebäudeensemble Historisches Zentrum.